# Claude Jutra
Claude Jutra (Montreal, 11 marzo 1930 – Montreal, 5 novembre 1986) è stato un regista, attore e sceneggiatore canadese.
Per la sua importanza nella storia del cinema del Québec, gli sono stati dedicati il Jutra Awards e il Claude Jutra’s Award dell’Academy of Canadian Cinema & Television. I premi - così come le strade che portavano il suo nome - sono stati ribattezzati nel 2016 in seguito alla pubblicazione di accuse di abusi sessuali su bambini.

## Vita e carriera
Jutra è nato e cresciuto a Montreal, nel Québec, come Claude Jutras. Suo padre, Albert Jutras, era un radiologo e direttore del Collège des médecins du Québec. Jutra si iscrisse a medicina presso l’Università di Montréal, ma appena dopo la laurea si dedicò a tempo pieno alla produzione di film, girando i cortometraggi Dément du lac Jean-Jeunes e Mouvement perpétuel mentre stava ancora studiando. Nel 1952 iniziò gli studi di teatro a Montreal, mentre nel 1953 scrisse la sua prima opera originale per la televisione del Québec (L’Ecole de la peur) e nel 1954 si dedicò alla sceneggiatura della serie televisiva Images en boite.
Nel 1956 andò a lavorare al National Film Board of Canada, dove ricevette una formazione in tutti gli aspetti produttivi del cinema, sebbene il suo primo film per la NFB, Trio-Brio, si perse per sempre quando l'organizzazione trasferì la sede da Ottawa a Montreal. Lavorando da film-maker, decise di cambiare il suo cognome da Jutras, molto comune in Québec, a Jutra. Nel 1958 seguì il regista francese Jean Rouch durante una spedizione in Africa.
Esordiendo da amatore in un momento storico in cui il Québec non possedeva ancora una produzione cinematografica propria, Jutra fu presente, a volte anche come guida, in molti sviluppi storici nella cultura del film quebecchese: i documentari tradizionali e i docudrammi della NFB, il periodo iniziale del cinema diretto, i primi passi verso una produzione cinematografica indipendente nei primi anni Sessanta, e più tardi partecipando anche alla produzione di film ad alto budget, come Kamouraska che, se al tempo fu un fallimento al botteghino, viene oggi riconosciuto come una della opere principali del cinema canadese. In generale, il lavoro di Jutra si concentrò soprattutto sui giovani e il passaggio – spesso traumatico, ma visto anche con una certa nostalgia – da innocenza a età adulta.
Nel 1971 Jutra co-scrisse e diresse Mon oncle Antoine, una produzione finanziata dalla NFB che fu per lungo tempo descritta come “il miglior film canadese di tutti i tempi”. Oltre ad aver diretto diversi cortometraggi nell’ambito del cinéma vérité, come Wrestling e The Devil's Toy, Jutra fu anche coregista con Norman McLaren e attore protagonista di A Chairy Tale, cortometraggio girato con la tecnica della pixelation che ottenne una nomination agli Oscar.
Ne 1972 gli venne offerto l’Ordine del Canada, la più alta onorificenza del Paese, ma la rifiutò in quanto separatista quebecchese. Nel 1984 ottenne il Prix Alber-Tessier, dato alle personalità che si distinguono per una carriera eccezionale nel cinema del Québec.

## Morte
Agli inizi degli anni ottanta, a Jutra venne diagnosticata una forma di Alzheimer precoce. Il 5 novembre 1986 venne segnalato alla polizia come scomparso; nell’aprile del 1987 il suo corpo venne ritrovato nel fiume St. Lawrence, con una nota nelle tasca che recitava “Je m’appelle Claude Jutra” (“Mi chiamo Claude Jutra”). L’autopsia confermò che la causa della morte fu l’annegamento.

## Controversie
Trent’anni dopo la sua morte, il giornalista Yves Lever accusò Jutra di pederastia nel libro Claude Jutra, biographie (2016). Secondo Lever “una delle vittime di Jutra aveva meno di 14 anni” e molte persone nell’ambiente conoscevano le inclinazioni del regista, "ma a nessuno importava”. Nessuna delle accuse di Lever fu provata, in quanto nessuna vittima si fece avanti pubblicamente; tuttavia, l’associazione Québec Cinéma tenne una riunione di emergenza per cambiare il nome del Prix Jutra.
Il 17 febbraio 2016 La Presse pubblicò un’intervista con una presunta vittima di Jutra, che chiese di rimanere anonima, in cui si descrivevano i contatti sessuali avvenuti fra i due, da abbracci a atti di sesso orale, tutti avvenuti quando la vittima aveva dai 6 ai 16 anni. Dopo l’uscita dell’articolo Hélène David, ministra della Cultura del Québec, chiese a Cinéma Québec di rimuovere il nome di Jutra da tutti i premi che lo ricordavano, e affidò alla Commission de toponymie del Quebec il compito di redigere una lista di tutte le strade e posti pubblici nella provincia dedicati a Jutra. Lo stesso giorno, il sindaco di Montreal Denis Coderre annunciò che la città avrebbe rimosso il nome di Jutra da tutte le strade e i parchi della giurisdizione.
The Globe and Mail commentò la controversia scrivendo: "Poche figure leggendarie sono andate in disgrazia così rapidamente. A sole 24 ore dalla pubblicazione della prima accusa di pedofilia contro il pioniere del cinema canadese, l’industria cinematografica e i governi hanno già iniziato a rimuovere il nome di Claude Jutra da ogni trofeo, parco e strada".

## Filmografia parziale

### Come attore
- A Chairy Tale (1957)
- À tout prendre (1964)
- Le viol d'une jeune fille douce (1968)
- Préambule (1969) (voce)
- Act of the Heart (1970)
- On est loin du soleil (1971)
- Mon oncle Antoine (1971)
- Love on the Nose (1974) (TV)
- Pour le meilleur et pour le pire (1975)
- La fleur aux dents (1976)
- Arts Cuba (1977) (voice)
- Two Solitudes (1978)
- Riel (1979) (TV)
- Till Death Do Us Part (1982) (TV)
- The Tin Flute (Bonheur d'occasion) (1983)

### Come regista
Jutra ha esordito come regista con Le dément du lac Jean-Jeunes, dove ha iniziato ad esplorare quei temi che rimasero poi costanti durante tutta la sua carriera: la nostalgia per l'infanzia e la follia.
Fu in questo primo periodo che iniziò la sua collaborazione con Michel Brault. Mouvement perpétuel, girato anch'esso durante l'università, fu fortemente influenzato da Il sangue di un poeta di Jean Cocteau. L'École de la peur (1953) fu il primo film televisivo realizzato in Québec. Verso la fine degli anni Cinquanta, Jutra si trasferì in Francia dove François Truffaut, con il quale aveva intrapreso un'amicizia, gli chiese di dirigere Anna la bonne (1959), una sceneggiatura proprio di Cocteau. Jutra rientrò in Canada nel 1960.

#### Cinema di finzione
- Le dément du lac Jean-Jeunes (cortometraggio, 1948)
- Mouvement perpétuel (cortometraggio, 1949)
- L'école de la peur (film TV, 1953)
- Pierrot des bois (cortometraggio, 1956)
- A Chairy Tale (cortometraggio animato co-diretto con Norman McLaren, 1957) (Ridistribuito nel 1963 come parte del film antologico Seven Surprizes )
- Les mains nettes (1958)
- Anna la bonne (cortometraggio, 1959), (da una sceneggiatura di Jean Cocteau)
- À tout prendre (1963)
- Marie-Christine (cortometraggio, 1970)
- Mon oncle Antoine (1971)
- Kamouraska (1973)
- Pour le meilleur et pour le pire (1975)
- Ada (film televisivo, 1977) (girato per la serie TV For the Record)
- Dreamspeaker (film televisivo, 1977) (girato per la serie TV For the Record)
- Seer Was Here (film televisivo, 1978) (girato per la serie TV For the Record)
- The Patriarch (film televisivo, 1978) (girato per la serie TV The Beachcombers )
- The Wordsmith (film TV, 1979)
- Surfacing(1979), trasposizione del romanzo di Margaret Atwood Tornare a galla (Surfacing, 1972)[16]
- By Design (1981)
- Un petit bonhomme de chemin (incompiuto, 1982)
- The Dame in Colour (La dame en couleurs) (1985)
- My Father, My Rival (film TV, 1985)

#### Documentari
- Au service de l'esprit troublé (cortometraggio co-diretto con Stanley Jackson, 1955)
- Chantons maintenant (cortometraggio, 1956)
- Jeunesses musicales (cortometraggio, 1956)
- Rondo de Mozart (cortometraggio, 1957)
- Félix Leclerc, trovatore (cortometraggio, 1958)
- Fred Barry, comédien (cortometraggio, 1959)
- Le Niger, jeune république (cortometraggio, 1961)
- La Lutte (Wrestling) (cortometraggio co-diretto con Marcel Carrière, Claude Fournier e Michel Brault, 1961)
- Québec-USA o l'invasion pacifique (cortometraggio co-diretto con Michel Brault, 1962)
- Petit discours de la méthode (cortometraggio co-diretto con Pierre Patry, 1963)
- Ciné boum (cortometraggio co-diretto con Robert Russell, 1964)
- Comment savoir ... (1966)
- The Devil's Toy (cortometraggio, 1966)
- Au coeur de la ville (cortometraggio, 1969)
- Wow (1969)
- Québec fête juin '75 (co-diretto con Jean-Claude Labrecque, 1976)
- Arts Cuba (cortometraggio, 1977)

## Premi e nomination
Canadian Film Awards
- (1950) Canadian Film Award, Amateur for Perpetual Movement (Mouvement perpétuel)
- (1958) Canadian Film Award, Arts and Experimental for A Chairy Tale (vinto con Norman McLaren)
- (1964) Canadian Film Award, lungometraggio per À tout prendre (vinto con Robert Hershorn)
- (1971) Canadian Film Award, Direction (Feature) per Mon Oncle Antoine
- (1977) Canadian Film Award, Direction (Non Feature) per Dreamspeaker

Genie Awards
- (1986) Genie Award, Best Achievement in Direction per The Dame in Colour (La Dame en couleurs)
- (1986) Genie Award, Miglior sceneggiatura per The Dame in Colour (La Dame en couleurs)

Festival Internazionale del Film di Mosca
- 1985, Nomination al Gran Premio per The Dame in Colour (La Dame en couleurs)[17]
- 1971, Nomination al Gran Premio per Mon oncle Antoine[18]

## Film su Claude Jutra
Il regista Paule Baillargeon, amico intimo di Jutra, ha diretto nel 2002 il documentario Claude Jutra: An Unfinished Story
Nel 2014, Marie-Josée Saint-Pierre ha montato parti di filmati d'archivio di Jutra con parti di film d'animazione per creare il cortometraggio documentario Jutra.

## Eredità
Oltre ai premi cinematografici (Claude Jutra Award e il Jutra Award), un cospicuo numero di posti situati in Québec portano (o portavano) il nome di Jutra:
- Claude-Jutra Crescent, Montreal
- Claude-Jutra Park, Montreal
- Place Claude-Jutra, Repentigny, Québec
- Claude-Jutra Street, Blainville, Québec
- Claude-Jutra Street, Saint-Bruno-de-Montarville
- Claude-Jutra Street, Québec
- Claude-Jutra Street, Levis, Québec
- Jutra Street, Candiac

Dopo le accuse di pederastia nel 2016, molti parchi e strade furono rinominati.